# USS Swordfish (SSN-579)
USS Swordfish (SSN-579) – amerykański okrętów podwodnych z napędem atomowym typu Skate. Oparty w pewnej mierze na projekcie konwencjonalnych okrętów typu Tang, był jednym z czterech ostatnich amerykańskich okrętów podwodnych których kadłub nie był oparty na rozwiązaniach opracowanych w programie badawczym Albacore.